# Nelli Shkolnikova
Nelli Efimovna Shkolnikova (in russo Нелли Ефимовна Школьникова?; Zolotonoša, 8 luglio 1928 – Melbourne, 2 febbraio 2010) è stata una violinista e insegnante sovietica.

## Biografia
Nelli Efimovna Shkolnikova, nacque a Zolotonoša in Ucraina. Si trasferì con la sua famiglia a Mosca all'età di tre anni, e poco dopo iniziò gli studi del violino. A cinque anni entrò al Conservatorio di Mosca, diventando allieva di Lillia Kossodo.
Nel 1938 dopo la scomparsa della sua insegnante, Shkolnikova proseguì gli studi con Jurij Jankelevič. Nel 1953 Shkolnikova fu scelta dalle autorità sovietiche per partecipare al Concorso Long-Thibaud di Parigi. Shkolnikova ottenne il primo premio ed ebbe inizio la sua carriera concertistica. Proseguì gli studi sino al diploma nel 1954 e completò il corso post-diploma nel 1957. 
Shkolnikova si esibì in Unione Sovietica, Europa, Stati Uniti, Canada, Giappone, Australia e Nuova Zelanda. La reputazione internazionale di Shkolnikova rese sospettose le autorità sovietiche e dal 1970 al 1982 le fu vietato di lasciare l'Unione Sovietica, limitando i suoi concerti all’Unione Sovietica.
Dal 1975 al 1980 divenne docente all’Istituto Gnessin di Mosca. Nel novembre 1982 ottenne il permesso di prendere parte a un concerto a Berlino Ovest. Dopo quel concerto Shkolnikova decise di disertare e non tornò più in Unione Sovietica. Da 1982 al 1987 Shkolnikova insegnò a Melbourne al Victorian College of the Arts (VCA). Nel 1987 Shkolnikova fu invitata dalla Jacobs School of Music della Indiana University negli Stati Uniti, dove insegnò per quasi due decenni. Nel 2006 tornò in Australia in qualità di professore onorario al VCA di Melbourne. Shkolnikova mancò a Melbourne nel 2010.

## Titoli e onorificenze
- Artista onorato della RSFSR (Repubblica Socialista Federativa Sovietica Russa), 1977

## Allievi
- Masha Lankovsky
- Curt Thompson
- Inna Khriplovich
- Gulia Gurevich
- Yulia Ziskel